# Emfiteuza
Emfiteuza (gr. ἐμφύτευσις, emphýteusis z emphyteúein „zasadzać rośliny”) – w prawie rzymskim prawo do czerpania korzyści z nieruchomości gruntowej, przejętej tytułem wieczystej i dziedzicznej dzierżawy bez możliwości nabycia prawa własności przy jednoczesnym dziedzicznym i zbywalnym prawie do dysponowania tą dzierżawą. Uprawnienia emfiteuzy były na tyle szerokie i zbliżone do praw właściciela gruntu, że mógł on swoją dziedziczną dzierżawę sprzedać lub zapisać w testamencie. Pełną własność dzierżawcy gruntu stanowiły wystawione przez niego budynki mieszkalne, gospodarcze, wszelkie ulepszenia, narzędzia pracy i inwentarz oraz plony uzyskane z dzierżawionej ziemi. Do obowiązków należało dbanie o teren, ponoszenie z niego ciężarów publicznych i płacenie czynszu, do uprawnień pobieranie pożytków, ulepszanie i dysponowanie (jednak za wiedzą i zgodą właściciela). Właściciel mógł odwołać emfiteuzę w razie deterioracji (pogorszenia) gruntu, zalegania z ciężarami publicznymi lub spłatą czynszu. Właścicielowi przysługiwało prawo pierwokupu w przypadku gdy emfiteuta zamierzał wyzbyć się swoich praw, gdyż osoba nabywcy nie była obojętną. Jeśli nie skorzystał z tego prawa, przysługiwało mu laudemium – 2% ceny sprzedaży.

## Emfiteuza w historii prawa
Wydzierżawiano zwykle w celu zagospodarowania grunty leżące odłogiem, zwane ager vectigalis (od nazwy czynszu vectigal). Instytucja ta recypowana została z Grecji, zapewne także Egiptu i Kartaginy, gdzie występowała przed ich podbojem przez Imperium Rzymskie. W Rzymie istniała podobna rodzima instytucja zwana ius perpetuum (prawo wieczyste). Około 480 cesarz Zenon dokonał fuzji tych pojęć w jednolite ius emphyteuticarium.
W późniejszych czasach emfiteuza stała się podstawą ukształtowania koncepcji własności podzielonej.
Emfiteuza z pewnymi zastrzeżeniami stosowana była m.in. przez Hiszpanów w czasie kolonizacji Ameryki Południowej.
Emfiteuza jako wieloletnia, dziedziczna dzierżawa gruntów rolnych, stosowana była w Prusach Wschodnich w XVI i XVII w., zwana także osadnictwem na prawie holenderskim (na prawie emfiteuzy osiedlano Holendrów na obszarze Prus). Emfiteuza umożliwiała czerpanie zysków z tytułu dzierżawy, ale bez prawa do własności gruntu i bez możliwości nabycia przez zasiedzenie.
Na mocy punktu 18 praw kardynalnych z 1768 roku mogli stosować emfiteuzę: król w dobrach stołowych, starostowie w królewszczyznach, duchowni i szlachta w swoich posiadłościach.
W 1775 starostwa i królewszczyzny postanowiono oddać w emfiteuzę na przeciąg lat 50, w drodze przetargu.
Ustawa z 26 kwietnia 1792 Urządzenie wieczyste królewszczyzn przewidywała, iż w razie sprzedaży królewszczyzn w ręce prywatne zamieszkujący w nich włościanie uzyskają „wieczystą własność” gruntu oraz prawo jego zbycia i opuszczenia wsi po rozwiązaniu kontraktu, wypełnieniu zobowiązań i wprowadzeniu na gospodarstwo nowego gospodarza. Zaś bezrolni, niezwiązani żadnym kontraktem, uznani zostali za „wolnych od wszelkich obowiązków włościańskich”. 
W prawie polskim emfiteuza zniesiona została dekretem z dnia 11 października 1946 r. Przepisy wprowadzające prawo rzeczowe i prawo o księgach wieczystych. Wszystkie dotychczasowe grunty emfiteutyczne stały się własnością dotychczasowych użytkowników.